# Platforma Demnitate și Adevăr
Partidul Platforma Demnitate și Adevăr (PPDA) este un partid politic de centru-dreapta extraparlamentar din Republica Moldova, condus de Dinu Plîngău și constituit în urma protestelor antiguvernamentale din 2015–2016 în baza formațiunii deja existente cu denumirea de Partidul Forța Poporului (PFP) și un grup de activiști ai Platformei Civice Demnitate și Adevăr. 

## Istoric

### Congresul de constituire a Partidului Forța Poporului (PFP)
La data de 21 aprilie 2013, a avut loc Congresul de constituire a Partidului Forța Poporului (PFP). La lucrările congresului au participat circa 300 de delegați din toate raioanele țării, care au aprobat Programul politic, Statutul și au desemnat conducerea partidului.
În calitate de președinte al PFP a fost ales fostul ambasador al Republicii Moldova în Statele Unite ale Americii Nicolae Chirtoacă, iar în calitate de vicepreședinți au fost aleși: fostul avocat parlamentar Constantin Lazari, profesorul universitar Constantin Ciorbă, juristul, specialist în domeniul agriculturii Alexandru Slusari, fostul procuror, avocat Pavel Midrigan și președintele Asociației Militarilor în Rezervă Eduard Roșca.
Potrivit fondatorilor, Partidul Forța Poporului se poziționează în centrul eșichierului politic, iar doctrina social-liberală reprezintă fundamentul doctrinar al identității politice a formațiunii.

### Constituirea Platformei „Demnitate și Adevăr” și protestele organizate împotriva guvernării
La 24 februarie 2015, pe fundalul scandalului financiar-bancar din țară cunoscut ca „Jaful secolului”, mai mulți lideri de opinie, jurnaliști și foști funcționari publici au anunțat într-o conferință de presă lansarea Platformei Civice Demnitate și Adevăr (DA). Membrii constituenți ai platformei au fost: Oazu Nantoi, Igor Boțan, Valentin Dolganiuc, Stanislav Pavlovschi, Mihai Manole, Olesea Stamate, Mariana Kalughin, Cornelia Cozonac, Angela Aramă, Alexandru Cozer, Vasile Zgardan, Vasile Năstase, Dinu Plîngău, Andrei Năstase și Nicolae Misail. Platforma DA și-a propus realizarea următoarelor obiective principale: lupta împotriva corupției, eliminarea „hoților” de la guvernare și menținerea vectorului european al Republicii Moldova.
Începând cu primăvara anului 2015, Platforma DA a organizat o serie de proteste de amploare pașnice, iar la 6 septembrie 2015 în Piața Marii Adunări Naționale din Chișinău a inițiat o acțiune de protest non-stop. Tot atunci, a fost format Consiliul Marii Adunări Naționale — structura care și-a propus să reprezinte pe protestatari în dialogul cu guvernarea. De asemenea, la protestul din 6 septembrie 2015 membrii platformei au formulat noi revendicări, printre care: demisia președintelui Nicolae Timofti, alegerea președintelui Republicii Moldova de către toți cetățenii, numirea în fruntea instituțiilor de drept a persoanelor integre, propuse de societatea civilă, declanșarea alegerilor parlamentare anticipate cel târziu la începutul lunii martie 2016, formarea unui guvern de salvare națională.
În decembrie 2015, o parte din grupul de lideri ai platformei a pus bazele formării Partidului politic „Platforma Demnitate și Adevăr” (PPPDA), prin redenumirea unei formațiuni deja existente — Partidul Forța Poporului.

### Congresul Extraordinar din 13 decembrie 2015
În cadrul congresului au fost operate modificări în Statutul și Programul partidului și a fost schimbată denumirea în Partidul politic „Platforma Demnitate și Adevăr”, iar în calitate de președinte a fost ales unanim avocatul Andrei Năstase. În calitate de vicepreședinți ai partidului au fost aleși: Alexandru Slusari, Stanislav Pavlovschi și Inga Grigoriu, iar Tihon Zaraf a fost ales secretar General al partidului. Totodată, delegații la congres au ales componența Consiliului Politic Național, Comisiei Centrale de Cenzori și Comisiei de Onoare și Arbitraj.
La sfârșitul congresului, a fost adoptată o declarație în care se menționează despre situația politică din țară și necesitatea de a crea o forță alternativă de luptă împotriva oligarhiei. Potrivit organizatorilor, la congres au participat 360 de delegați din 409, numărul total de delegați ai organizațiilor teritoriale ale Partidului Forța Poporului.

### Congresul al II-lea
Delegații la congres au adoptat noul Statut al formațiunii, au elaborat și adoptat Programul PPPDA, au ales noua componență a Consiliului Politic Național și a Biroului Politic Permanent.
Totodată, formațiunea politică a adoptat Rezoluția congresului prin care au fost stabilite câteva obiective pentru următoarea perioadă, printre care dezvoltarea durabilă și fortificarea Partidului „Platforma Demnitate și Adevăr”, aderarea la Partidul Popular European, crearea unui pol antioligarhic, continuarea unui dialog strâns cu cetățenii Republicii Moldova și apărarea intereselor acestora în mod prioritar, inclusiv prin reluarea protestelor de amploare.

### Alegeri parlamentare din 2019
În vederea alegerilor parlamentare din februarie 2019, „Platforma Demnitate și Adevăr” a încheiat o alianță cu Partidul Acțiune și Solidaritate, numită Blocul electoral „ACUM Platforma DA și PAS”.. În data de 8 iunie 2019 a intrat în vigoare o înțelegere politică temporară între PSRM, Platforma DA și PAS, cu rolul de a recunoaște statutul instituțiilor capturate din Republica Moldova de grupuri oligarhice. Pe baza protocolului, Zinaida Greceanîi (PSRM) a fost aleasă Președinte al Parlamentului, Maia Sandu (PAS) a fost aleasă Prim-ministru, iar Andrei Năstase (PPDA) a fost ales viceprim-ministru în Guvernul Republicii Moldova și totodată Ministru al Afacerilor Interne. Guvernul ACUM a fost demis în noiembrie 2019, cu voturile PSRM și PDM, după ce a fost demarat concursul privind alegerea unui procuror general. Cele două componente ale blocului ACUM au format în Parlament fracțiuni separate încă de la începutul legislaturii. PPDA a fost organizată sub fracțiunea „ACUM Platforma DA” care a numărat 12 deputați.

### Alegerile prezidențiale din 2020
În cadrul alegerilor prezidențiale din 2020, Platforma DA l-a înaintat drept candidat pe Andrei Năstase, președintele partidului, care a acumulat 3,26% din voturi (cca. 44.000 voturi), însă nu a reușit să acceadă în turul al doilea. Astfel, a susținut-o mai departe pe Maia Sandu, care a și câștigat alegerile.

### Alegerile parlamentare anticipate din 2021
Platforma DA a participat în alegerile anticipate din 2021, însă a obținut doar 2,33% (cca 34.000 voturi), nereușind să acceadă în noul parlament.

## Conducerea
- Dinu Plîngău – președinte
- Liviu Vovc – secretar general
- Iana Stanțieru – vicepreședinte
- Lilia Tănase – vicepreședinte
- Chiril Moțpan – vicepreședinte

## Istoric președinți
|     | Nume                     | Portret                         | Începutul mandatului | Sfârșitul mandatului      | Durata mandatului        |
| --- | ------------------------ | ------------------------------- | -------------------- | ------------------------- | ------------------------ |
| 1   | Nicolae Chirtoacă        |                                 | 21 aprilie 2013      | 13 decembrie 2015         | 2 ani, 7 luni și 22 zile |
| 2   | Andrei Năstase           | Andrei Năstase in November 2017 | 13 decembrie 2015    | 13 iulie 2021             | 5 ani și 7 luni          |
| (–) | Dinu Plîngău (interimar) |                                 | 13 iulie 2021        | 8 mai 2022                | 9 luni și 25 zile        |
| 3   | Dinu Plîngău             | 8 mai 2022                      | prezent              | 2 ani, 11 luni și 17 zile |                          |

## Rezultate electorale

### Alegeri parlamentare
| Anul alegerilor | Lider             | voturi  | % din voturi | mandate obținute | +/-  | Statut în legislativ       | Guvern                |
| --------------- | ----------------- | ------- | ------------ | ---------------- | ---- | -------------------------- | --------------------- |
| 2014            | Nicolae Chirtoacă | 11.665  | 0,73         | 0 / 101          | Nou  | Opoziție extraparlamentară | Leancă (PLDM-PDM-PLR) |
| 2014            | Nicolae Chirtoacă | 11.665  | 0,73         | 0 / 101          | Nou  | Opoziție extraparlamentară | Streleț (PLDM-PDM-PL) |
| 2014            | Nicolae Chirtoacă | 11.665  | 0,73         | 0 / 101          | Nou  | Opoziție extraparlamentară | Gaburici (PLDM-PDM)   |
| 2014            | Nicolae Chirtoacă | 11.665  | 0,73         | 0 / 101          | Nou  | Opoziție extraparlamentară | Filip (PDM-PPEM-PL)   |
| 2019*           | Andrei Năstase    | 380.181 | 26,84        | 12 / 101         | ▲ 12 | Guvern de coaliție         | Sandu (PSRM-PAS-PPDA) |
| 2019*           | Andrei Năstase    | 380.181 | 26,84        | 12 / 101         | ▲ 12 | Opoziție                   | Chicu (PSRM-PDM)      |
| 2021            | Andrei Năstase    | 34.181  | 2,33         | 0 / 101          | ▼12  | Opoziție extraparlamentară | Gavrilița (PAS)       |

*Notă: Platforma DA a participat în alegerile parlamentare din 2019 în cadrul blocului electoral blocului electoral „ACUM Platforma DA și PAS”.

### Alegeri prezidențiale
| Alegeri | Candidat       | Primul tur | Primul tur | Al doilea tur          | Al doilea tur          | Rezultat  |
| Alegeri | Candidat       | Voturi     | %          | Voturi                 | %                      | Rezultat  |
| ------- | -------------- | ---------- | ---------- | ---------------------- | ---------------------- | --------- |
| 2016    | Maia Sandu     | 549.152    | 38,71%     | 766.593                | 47,89%                 | A pierdut |
| 2020    | Andrei Năstase | 43.925     | 3,26%      | Nu a intrat în turul 2 | Nu a intrat în turul 2 | A pierdut |

*Notă: În anul 2016, Andrei Năstase s-a retras din cursa electorală în favoarea Maiei Sandu.

### Alegeri locale

#### Consilii raionale și municipale
| Anul alegerilor | voturi  | % din voturi | mandate obținute | +/-  |
| --------------- | ------- | ------------ | ---------------- | ---- |
| 2019*           | 253.008 | 23.53        | 263 / 1108       |      |
| 2023            |         |              | 39 / 1086        | ▼224 |

#### Consilii orășenești și sătești
| Anul alegerilor | voturi  | % din voturi | mandate obținute | +/-   |
| --------------- | ------- | ------------ | ---------------- | ----- |
| 2019*           | 196.887 | 21.31        | 2413 / 10472     |       |
| 2023            |         |              | 308 / 9972       | ▼2105 |

#### Primari
| Anul alegerilor | primari | % din tot. primar. | mandate obținute | +/-  |
| --------------- | ------- | ------------------ | ---------------- | ---- |
| 2019*           | 172     | 19,1               | 172 / 898        |      |
| 2023            | 20      | 2,23               | 20 / 898         | ▼152 |

*Notă: Platforma DA a participat în alegerile locale din 2019 în cadrul blocului electoral blocului electoral „ACUM Platforma DA și PAS”.

Parlamentare Proporționale 2019
Parlamentare Uninominale 2019
Locale 2019